# Oisin

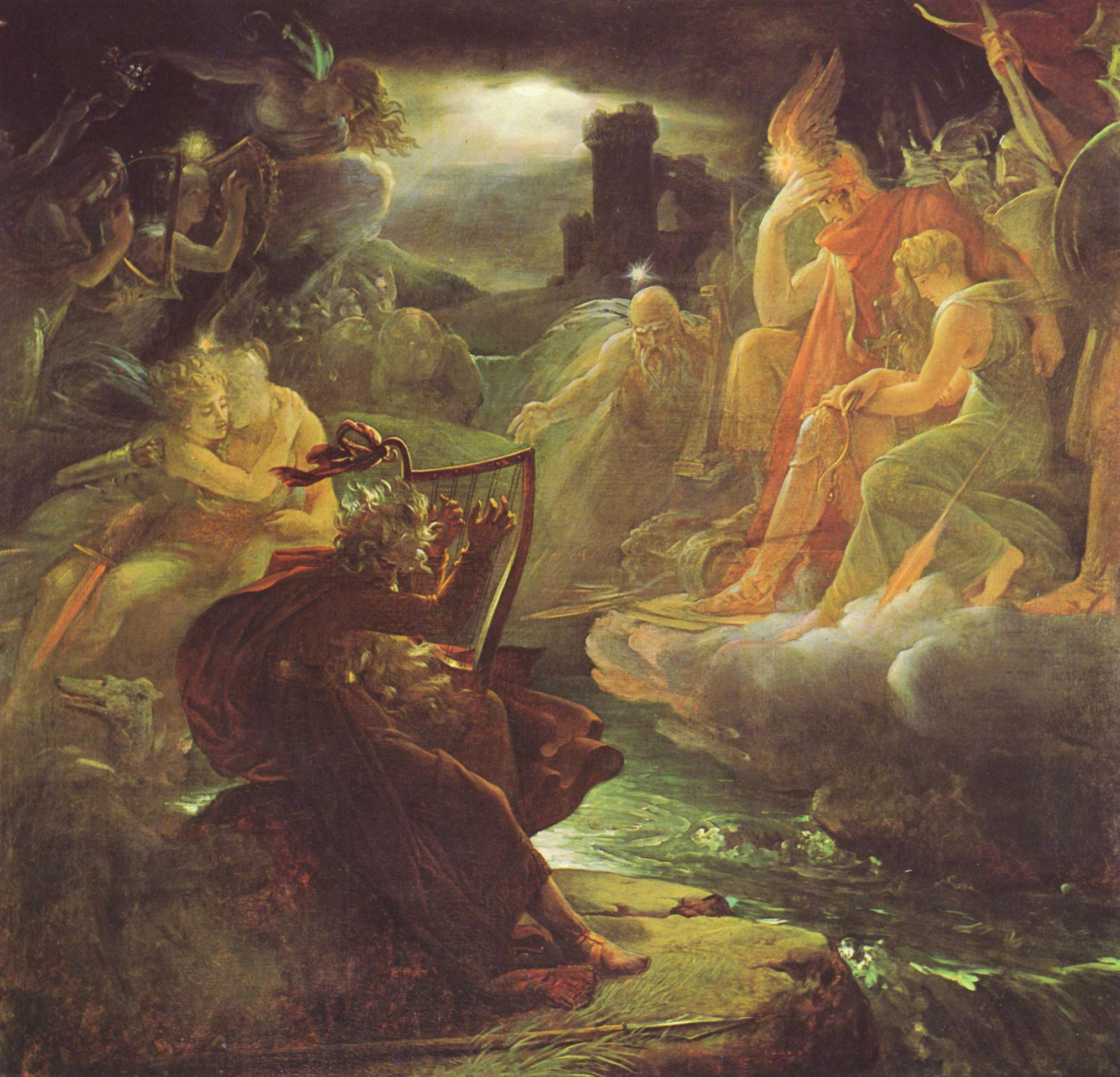
Ossian, di François Gérard

Oisin (pronunciato òshin), figlio di Fionn mac Cumhaill, secondo la mitologia irlandese era un poeta ed un guerriero che faceva parte della Fianna. Il suo personaggio compare nel Ciclo feniano, della gran parte del quale è anche il narratore.

## Nascita di Oisin
Secondo la leggenda, sua madre Sadbh era stata tramutata in cervo dal druido Fer Doirich. Quando Fionn, nel corso di una battuta di caccia, la catturò senza però farle del male, riacquistò fattezze umane. Innamoratosi di lei, Fionn decise di sposarla ma, una volta rimasta incinta, Fer Doirich riuscì a ritrovarla ed a trasformarla nuovamente in cervo; l'istinto selvatico prevalse e fuggì nella foresta, scomparendo per sempre. Sette anni più tardi, Fionn trovò il suo bambino, abbandonato sul monte Ben Bulben.
Per questo gli fu dato il nome Oisin che significa "cerbiatto".

## Altre leggende
Esistono altre leggende, che narrano ad esempio il primo incontro tra Oisin e Fionn, avvenuto quando erano entrambi adulti: si narra che fossero giunti allo scontro per un maiale arrosto, prima di riconoscersi.

## Oisin nel Tír na nÓg
Oisin nel Tír na nÓg è l'echtra, o storia di avventure, più celebre che lo riguardi. Narra del suo incontro con una fata di nome Niamh, che innamoratasi di lui lo portò con sé nel Tír na nÓg ("terra dell'eterna giovinezza", conosciuta anche come Tír Tairngire, ovverosia "terra della promessa"). Dalla loro unione nacquero un bambino, Oscar, destinato ad essere ricordato per le sue gesta, ed una bambina, Plor na mBan. Dopo tre anni, Oisin decise di tornare in Irlanda per visitare i suoi cari, ma Niamh lo avvertì che, benché gli anni trascorsi a Tír na nÓg fossero stati solo tre, quelli passati in Irlanda erano ormai trecento, e gli sarebbero piombati addosso non appena avesse toccato terra. Gli diede il proprio cavallo, Embarr, e gli fece promettere di non smontare di sella per nessuna ragione. Oisin promise, e ritornò nei suoi luoghi solo per trovare la casa di Fionn, presso la collina di Almu, abbandonata e completamente in rovina. Risolse così di ritornare a Tír na nÓg, ma lungo la strada, mentre cercava di aiutare un uomo a sollevare una pietra su un carro, le sue redini si spezzarono e cadde a terra, divenendo istantaneamente un vecchio canuto proprio come aveva predetto Niamh, mentre il cavallo tornò al galoppo a Tír na nÓg.

## Fortuna letteraria

### Ossian
Ossian, narratore e preteso autore di una serie di poemi pubblicati da James Macpherson nella decade successiva al 1760, è plasmato sulla figura di Oisin. Macpherson sosteneva di aver tradotto i suoi poemi dagli antichi testi in lingua gaelica scozzese. Questi poemi esercitarono una notevole influenza su numerosi scrittori, tra cui Goethe, il giovane Walter Scott, Ugo Foscolo e Melchiorre Cesarotti, suo primo traduttore italiano, benché la loro autenticità fosse già allora messa in discussione. Numerosi studi hanno dimostrato che Macpherson si era ispirato per i suoi poemi ad autentiche ballate gaeliche, adattandole però alla sensibilità del tempo alterando personaggi ed idee e di fatto mettendoci parecchia farina del suo sacco.

### Yeats
Secondo una versione della leggenda, Oisin non morì dopo il repentino invecchiamento, ma insieme al suo compagno della Fianna Caílte mac Rónáin sopravvisse fino all'arrivo in Irlanda di San Patrizio, al quale avrebbe narrato le storie della Fianna.
A questa tradizione si ispirò William Butler Yeats per la sua poesia The Wanderings of Oisin.